# 河合又五郎
河合又五郎（かわい またごろう、元和元年（1615年） - 寛永11年11月7日（1634年12月26日））は、備前岡山藩士。河合半左衛門の子。名は忠国（ただくに）。
岡山藩主池田忠雄の小姓の渡辺源太夫を斬ったことが岡山藩と旗本の争いになってしまい、源太夫の兄渡辺数馬は荒木又右衛門とともに又五郎の行方を追い、伊賀国鍵屋の辻で決闘になり、又五郎は数馬に討たれた。墓所は伊賀市寺町の萬福寺にある。

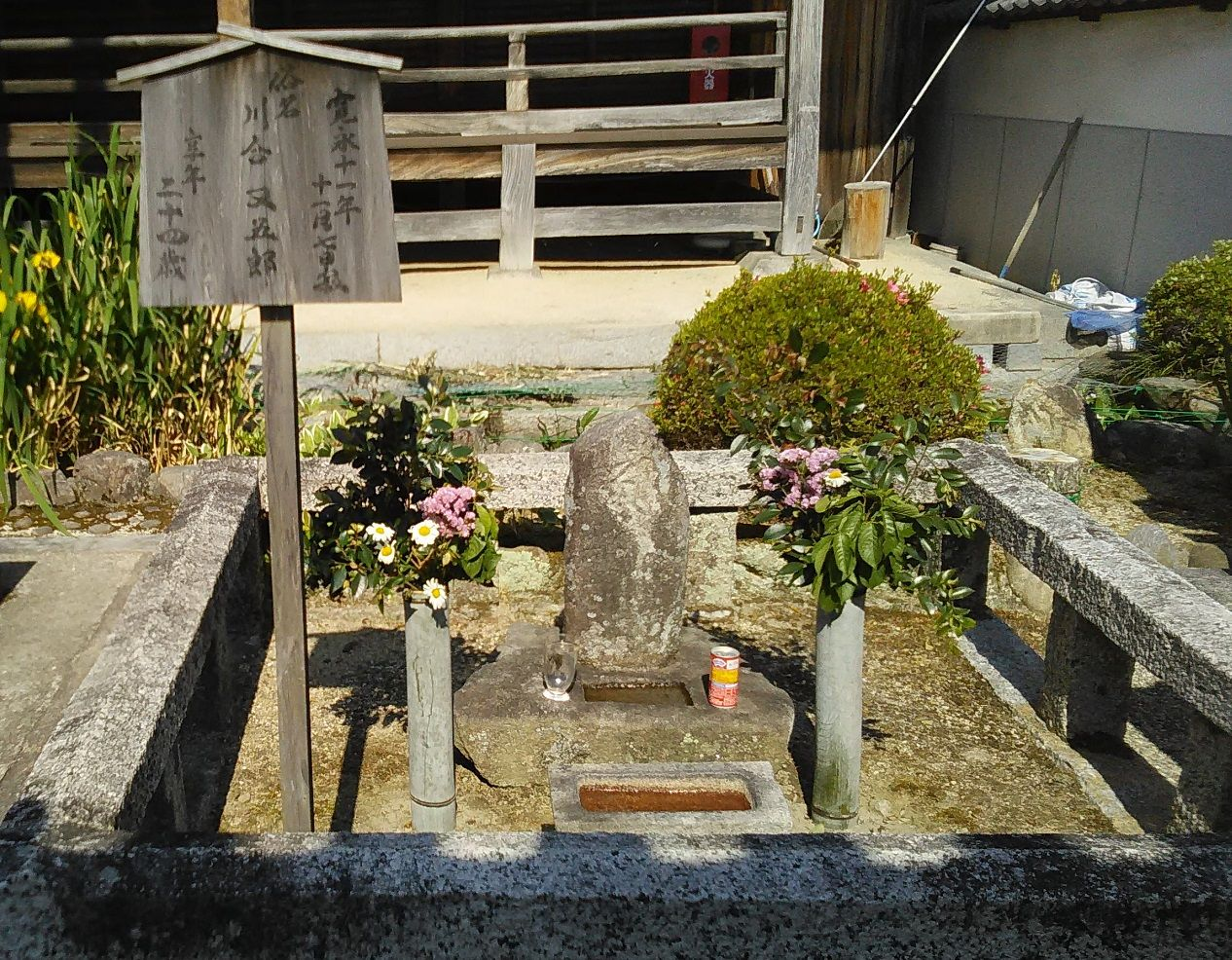
河合又五郎の墓(伊賀市萬福寺)

鍵屋の辻の決闘の際に又五郎を守って荒木又右衛門に討たれた河合甚左衛門（大和郡山藩剣術指南）の甥に当たり、桜井半兵衛（摂津尼崎藩槍術指南）とは義兄弟に当たる。

## 関連作品
小説
- 神坂次郎『意地』(新潮文庫)･『兵庫頭の叛乱』収録)･1996年